# Financement participatif de la transition énergétique

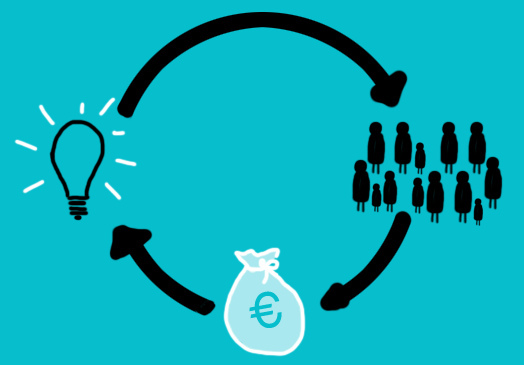
De nombreux financements participatifs de la du domaine de la transition énergétique sont conçus comme des investissements permettant de produire plus d'énergie verte ou une rémunération aux financeurs (rémunération qui peut éventuellement être réinvestie en une boucle vertueuse).

Le financement participatif de la transition énergétique consiste à mobiliser l'épargne de particuliers ou associations pour développer des moyens de production d'énergie renouvelable ou de maitrise et de réduction des consommations d'énergie, par l'efficacité énergétique, la réhabilitation énergétique… Les investisseurs prennent éventuellement une participation dans la gouvernance des sociétés concernées. Ces financements, souvent accompagnés par des aides de collectivités, permettent de lancer ou de renforcer des dynamiques locales de transition écologique et énergétique à l'échelle d'un territoire (quartier, village, ville, île, région…).
Le financement participatif et le développement durable « partagent des valeurs et visions de traçabilité, transparence, partage et solidarité, de bien commun, de responsabilité sociale et environnementale et de proximité ». 

## Modes de participation
Les citoyens peuvent financer la transition énergétique de deux façons différentes. Ainsi, ils peuvent investir directement dans le capital de sociétés possédant des actifs de production d'énergie renouvelable, par exemple à travers une coopérative citoyenne d'énergie, ou prêter de l'argent aux propriétaires à travers une plateforme de financement participatif, souvent sous la forme d'obligations « vertes », grâce auxquelles l'investisseur perçoit un rendement financier chaque année.

## Histoire
Le financement citoyen et participatif est né en Europe du Nord (Danemark, Suède notamment) et en Allemagne où avec le lancement des transitions énergétiques (vers 1998), il a joué un rôle important d'appropriation citoyenne des questions d'autonomie et de maitrise énergétique, de transition écologique, de ville en transition et de transition énergétique, et en particulier pour le financement local de cette transition, notamment au début des années 2000 en Allemagne quand le pays a décidé en 2000 sa sortie du nucléaire civil, projet renforcé par la catastrophe de Fukushima (2011), tout en réduisant fortement ses émissions de gaz à effet de serre (-40% de 1990 à 2020).

### Le cas de l'Allemagne
Ce pays est souvent cité en exemple : en 2012, plus de 50 % des capacités renouvelables installées en dix ans (de 2000 à 2010) étaient propriété des citoyens (40 %) et d'agriculteurs (11 %) bien qu'ils ne constituent qu'une petite partie de la population, et cette tendance a concerné le photovoltaïque en toiture, mais aussi de nombreux projets nécessitant des investissements bien plus lourds tels que parcs éoliens, unité de production de biogaz/biométhane, réseaux de chaleur issue de la biomasse, etc.). Ces projets sont presque toujours portés par des collectifs locaux associant des citoyens soutenus par des acteurs publics, des entreprises, etc.) et exprimés  sous des formes juridiques très variées (ententes tacites, financements participatifs, coopératives, SARL, etc.). Ainsi le nombre de coopératives citoyennes de l’énergie allemandes a décuplé en 10 ans pour dépasser en 2012 le nombre de 650 (rassemblant environ 80 000 membres). En 2012, en Allemagne, 72 % des installations biomasse-énergie étaient propriété de groupements citoyens, de même pour 61 % des installations photovoltaïques, et 53 % de l'éolien terrestre. Selon Global Chance, cela peut notamment s'expliquer par un cadre réglementaire allemand stable (loi sur les énergies renouvelables ou EEG) favorisant de bonnes conditions d’investissement pour tous les acteurs de la société (en 2006, une réforme de la loi allemande sur les coopératives a simplifié la création du financement citoyen et diminué les contraintes pesant sur l’appel public à l'épargne (contrainte encore forte en France où toute coopérative française voulant faire appel à l’épargne populaire de d'abord produire un document de sécurité financière et obtenir un visa de l’Autorité des marchés financiers (procédure longue et difficile). En outre, les coopératives énergétiques française sont soumises à un plafond de rendement). Enfin, la liberté d'associer au sein d’une même structure coopérative des acteurs d’horizons divers (acteurs publics, entreprises, citoyens) est plus large, et n'implique pas comme en France des montages juridiques très complexes.
La banque allemande de développement KfW apporte des bonus financiers à ces projets jugés d'intérêt public et général, qui peuvent par ailleurs être aidés matériellement et techniquement par des collectivités et les nombreuses banques coopératives allemandes (lesquelles suscitent elles-mêmes parfois ces projets). 
La libéralisation du marché de l’électricité n'a pas été en Allemagne uniquement captée par les grands groupes ; des groupes de citoyens peuvent ainsi produire leur énergie ou l'injecter dans le réseau, mais même contribuer à la distribuer (concessions réseaux, organisation de réseaux électriques intelligents) et à la fournir aux clients finaux.  

### Le cas de la France

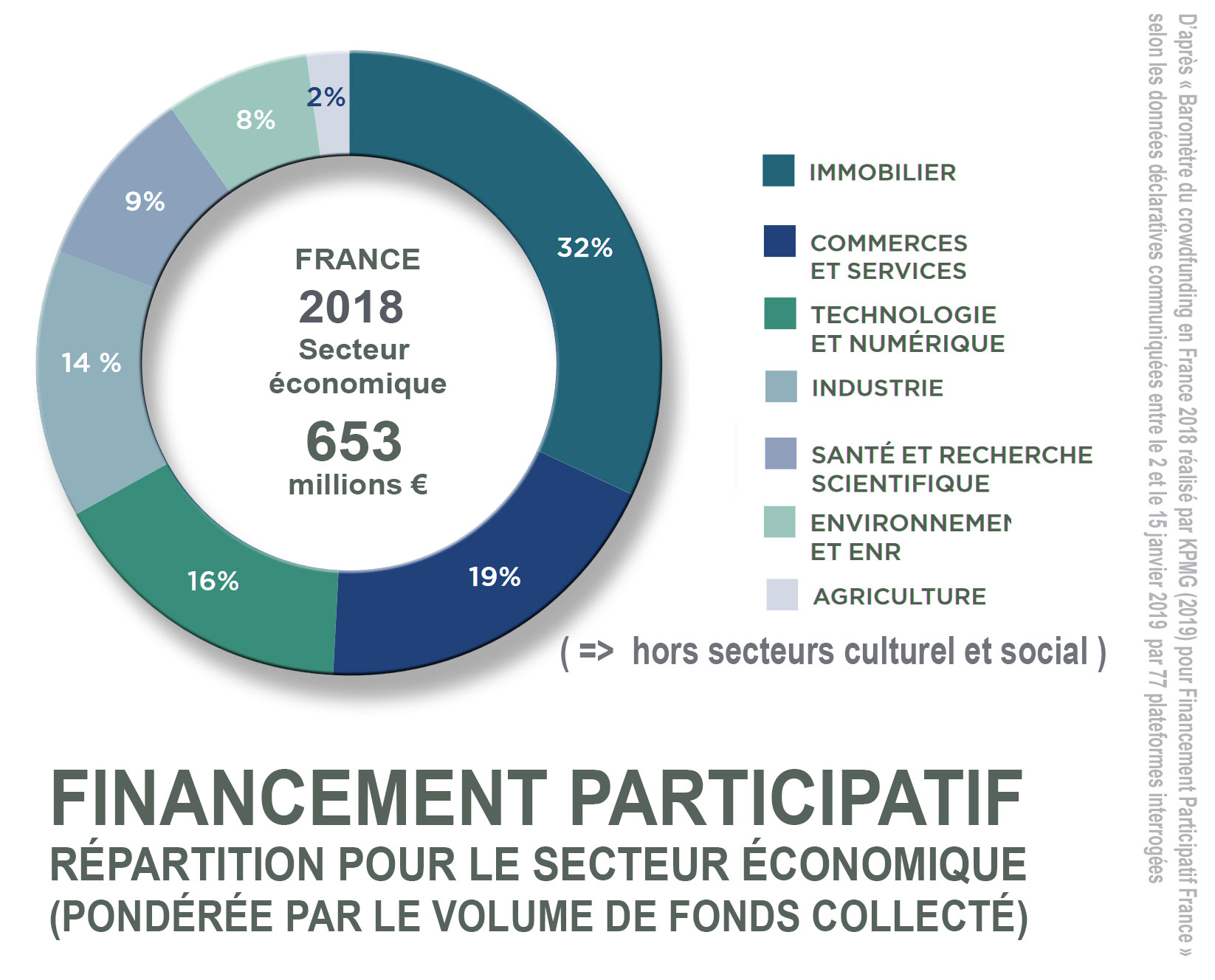
L'appel à l'épargne solidaire et environnementale augmente en France mais en 2018, seuls 8 % de l'argent réuni par les financements participatifs français concernaient directement des projets de développement d'énergies renouvelables (rem : une partie des investissements classés dans le culturel et le social pourrait aussi en contenir).

La stratégie nationale de transition écologique vers un développement durable (SNTEDD) de février 2015 considère la finance participative comme un possible « levier de la transition écologique ». Depuis 2016, la loi de transition énergétique autorise les sociétés développant des projets d'énergie renouvelable à faire participer financièrement les particuliers et les collectivités proches des installations, de façon directe ou en passant par des professionnels du financement participatif. En 2017, 12 plateformes sont habilitées à labelliser des projets de « Financement participatif pour la croissance verte ». La même année, les projets d'installations photovoltaïques bénéficient d'un bonus de 3 € par MWh au-dessus du tarif réglementé si plus de 20 particuliers participent au financement du projet ou s'ils représentent 40 % du capital. Cela amène des groupes industriels à chercher des financements participatifs, ce qui leur permet aussi d'améliorer leur acceptabilité locale.
En 2018, alors que l'Europe envisage d'harmoniser le cadre de ce type de financement, en France le financement participatif et alternatif continue son fort développement (passé de 297 millions en 2015 à 1407 en 2018, soit + 39 % en un an, selon une étude de KPMG, affacturage inclus). Cependant, la part qu'il consacre aux énergies nouvelle et renouvelable y reste très minime comparée à ce qui se passe en Allemagne et en Europe du Nord ; en effet, selon KPMG, seuls 8 % des financements participatis français concernaient en 2018 directement des projets de développement d'énergies renouvelables, mais une partie des autres investissements pourrait aussi en contenir.

## Effets
Ce type de financement se veut plus ou moins altruiste et/ou local. Ses effets directs se manifestent généralement surtout aux échelles locales (certaines plateformes ou projets n'autorisent d'ailleurs que des participants proches de la zone géographique du projet, car cherchant l'implication et la responsabilisation des acteurs locaux) ; mais sur d'autres plateforme, des individus aident aussi des projets lointain.
Le financement participatif a dans le domaine de l'énergie plusieurs effets : 
- des groupements locaux peuvent contribuer à leur autonomie énergétique, à la sécurisation de leur approvisionnement énergétique en développant eux-mêmes des projets (ou via le rachat ou la conversion d'installations existantes)[12] ;
- de nombreux projets renforcent leur acceptabilité locale et sociale, tout en réduisant leurs coûts  grâce à de moindres risques de développement, de spéculation, de rallongement des délais et à un moindre coût du capital, surtout là où ces projets ont été facilités comme au Danemark et en Allemagne par une adaptation volontariste des lois qui visent parfois explicitement à favoriser et faciliter les initiatives locales et citoyennes pour l’énergie.

### Plateformes dédiées
Des plateformes de dons ou d'investissement participatif dédiées à la transition énergétique fonctionnent depuis au moins fin 2014. Elles offrent aux investisseurs un apport financier et écologique. Ainsi, en France, de Lendosphere, Lumo, Enerfip et GreenChannel (fermé fin 2016,). Des développeurs de centrales peuvent aussi ouvrir leur propre plateforme, à l'instar d'Akuo Energy en 2017 ou de JPee en 2019.
Ces participations peuvent être encouragées à l'échelon local, par exemple à travers un taux plus élevé pour les riverains du projet,. En 2016, la plate-forme française Lumo permet aux particuliers qui souscrivent pour un projet d'énergie solaire de recevoir un SolarCoin pour chaque MWh produit, participant ainsi à une initiative mondiale d'incitation à la production d'énergie solaire. 
Les particuliers qui investissent sur ces plateformes sont souvent attirés par des articles dans les médias, et pas toujours experts du domaine de l'énergie ni de la finance. Ils sont notamment rassurés par la stabilité des revenus assurée par les obligations de rachat de l'électricité produite.

### Quelques chiffres
Des projets liés à la transition écologique sont aussi financés grâce à des plateformes plus généralistes, parfois très efficacement, comme le montre le record de 2015 établi par une centrale hydroélectrique avec un million d'euros en 45 jours auprès de particuliers du département du projet via Bulb in Town. 
En 2016, les plateformes françaises de financement participatif ont levé 11,5 millions d'euros pour 66 projets d'installations d'énergie renouvelable. En 2017, le maximum possible en France[pourquoi ?] de 2,5 millions d'euros est atteint pour une opération de Générale du Solaire sur la plateforme Lendosphere.

## Monde

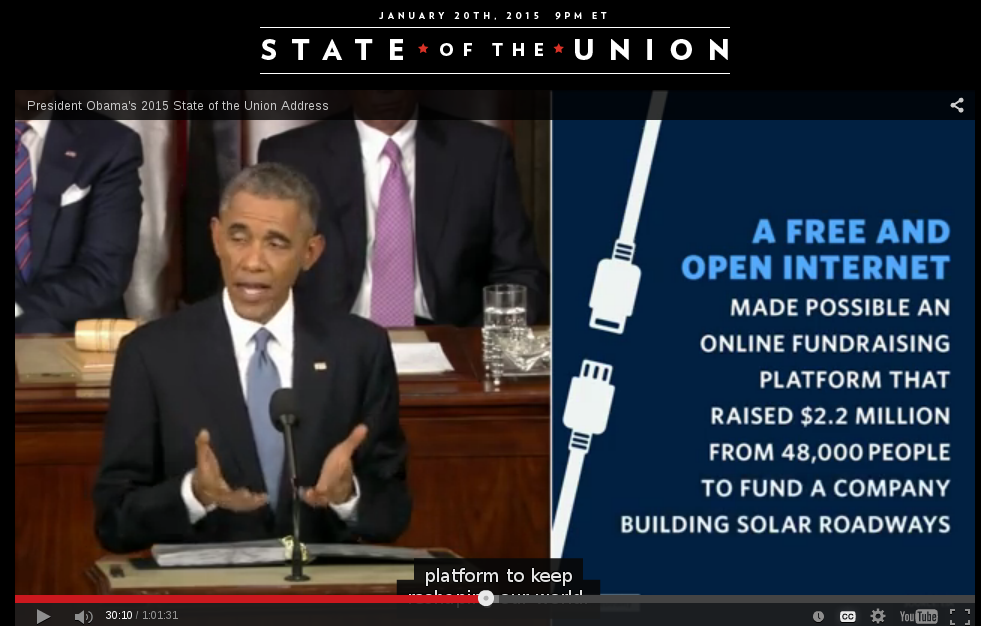
Extrait d'une vidéo de du Discours sur l'état de l'Union 2015 fait par Barack Obama, renforcé par la maison blanche, mentionnant un "Internet libre et ouvert" qui a permis à 48 000 personnes, via une plate forme de financement participatif (Indegogo, non nommée dans la vidéo) de rassembler un financement (2,2 millions de dollars) pour concevoir et tester des panneaux photovoltaïques capables de recouvrir une "autoroute solaire" (Minute 30:11 de la vidéo).

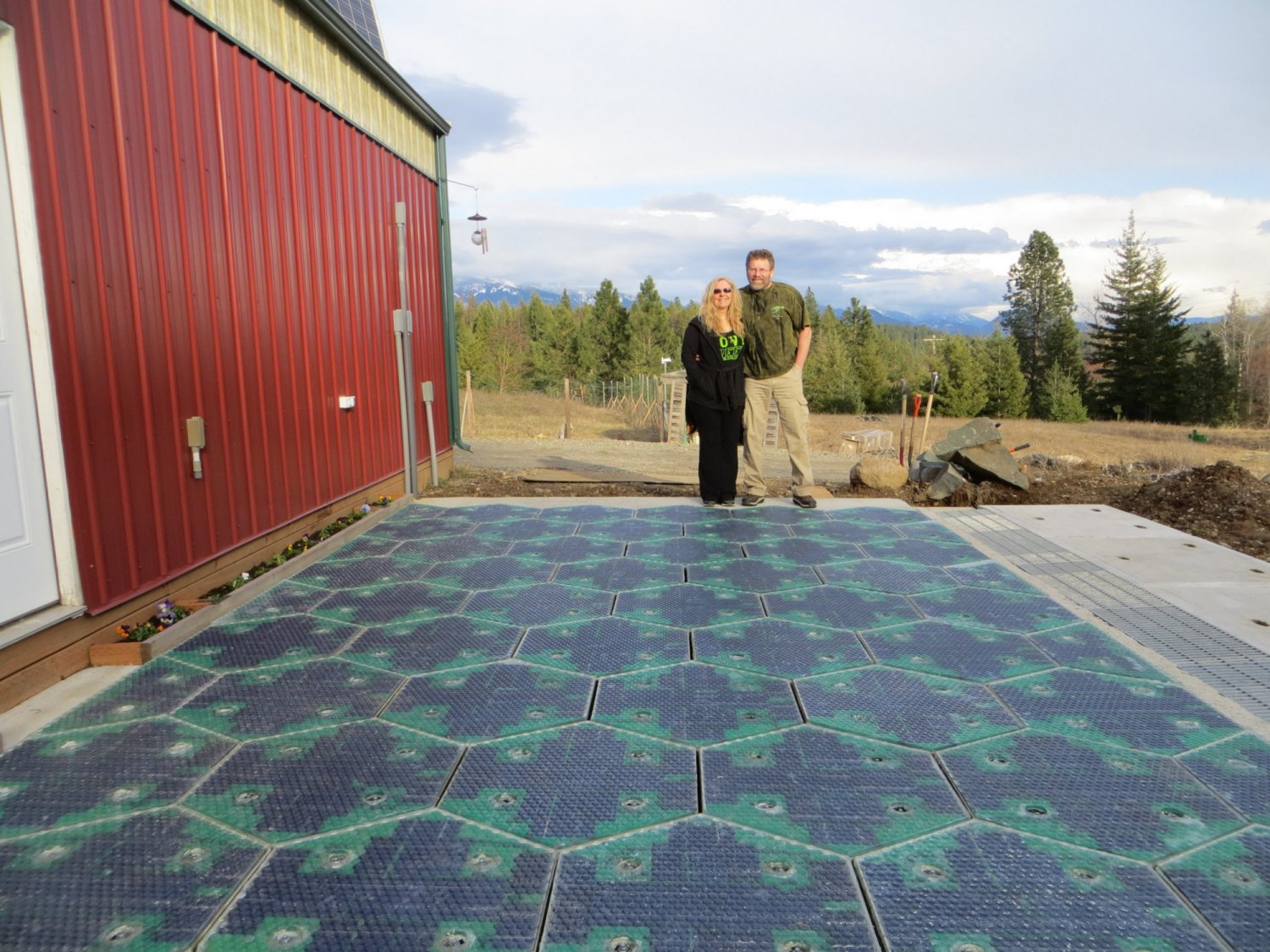
Prototype des modules du projet évoqué ci-dessus.